# Shark (U-Boot, 1944)
Die Shark (SS-314) war ein U-Boot der United States Navy der Balao-Klasse. Es wurde von der Electric Boat Company in Groton (Connecticut) am 28. Januar 1943 auf Kiel gelegt, die Schiffstaufe und der anschließende Stapellauf erfolgten am 17. Oktober 1943. Das 95 Meter lange U-Boot wurde am 14. Februar 1944 unter dem Kommando von Commander Edward Noe Blakely in Dienst gestellt. Es nahm an mehreren Kampfhandlungen im Zweiten Weltkrieg teil.
Nach der Indienststellung passierte es den Panamakanal und fuhr zu Trainingszwecken nach Pearl Harbor, wo es am 24. April ankam. Der erste Einsatz war eine Patrouille: Am 16. Mai 1944 lief die Shark mit Ziel Marianen in den Pazifik aus, um mit einer Gruppe anderer amerikanischer U-Boote, nämlich Pintado und Pilotfish am Pazifikkrieg teilzunehmen. Am Morgen des 2. Juni 1944 tauchte die Shark vor einem feindlichen Verband ab und schoss Torpedos auf einen japanischen Tanker; diese verfehlten jedoch ihr Ziel und trafen und versenkten das japanische Frachtschiff Chiyo Maru (千代丸; 4.700 t). Am 4. Juni 1944 spürte die Shark einen weiteren feindlichen Verband auf und versenkte das schwer beladene japanische Frachtschiff Katsukawa Maru (勝川丸). Anschließend konnte die Shark feindlichem Beschuss durch die japanischen Geleitsicherung ausweichen. Am Nachmittag des folgenden Tages näherte sich das U-Boot erneut dem Konvoi. Bei Sonnenuntergang schoss es sechs Torpedos auf den Frachter Tamahime Maru (たまひめ丸; 3.080 t) sowie das Passagier- und Frachtschiff Takaoka Maru (高岡丸; 7.006 t), die beide Schiffe versenkten. Die Shark kehrte am 17. Juni 1944 zu den Midwayinseln zum Bunkern zurück.
Am 10. Juli 1944 begann ihre zweite Feindfahrt im Gebiet um die Vulkan-Inselkette und Bonininseln. Am 19. Juli 1944 griff sie einen feindlichen Verband mit vier Torpedos an, die jedoch ihre Ziele verfehlten.
Am Nachmittag des 4. August 1944 rettete die Besatzung der Shark zwei Crewmitglieder aus dem Wasser, deren Torpedobomber, der zur Lexington gehörte, abgestürzt war. Die Rettungsaktion wurde am 19. August 1944 beendet und das Boot kehrte über die Midwayinseln nach Pearl Harbor zurück.
Die Spuren der Shark verloren sich in der Luzonstraße in der Philippinensee, wo das Boot gemeinsam mit dSeadragon und Blackfish nahe Taiwan patrouillierte. Am 24. Oktober 1944 fing die Seadragon einen Funkspruch der Shark auf, wonach man beabsichtige, ein Schiff anzugreifen. Dies war das letzte „Lebenszeichen“. Das japanische Höllenschiff Arisan Maru (阿里山丸; 6.886 t) mit 1.782 amerikanischen Kriegsgefangenen und etwa 100 Zivilisten wurde am 24. Oktober 1944 von der Shark oder der Snook versenkt; nur sieben Personen überlebten. Dies war die größte Opferzahl an Amerikanern in der amerikanischen Geschichte bei einem einzelnen Schiffsunglück.
Die Überprüfung japanischer Kriegstagebücher nach Kriegsende ergab, dass der Zerstörer Harukaze am 24. Oktober 1944 in der Luzonstraße ein getauchtes U-Boot aufgespürt und mit Wasserbomben bekämpft hatte. Der Kontakt ging verloren, konnte dann jedoch wiederhergestellt werden. Nachdem der Zerstörer nochmals 17 Wasserbomben geworfen hatte, kamen „Luftblasen, Schweröl, Kleidung und Kork“ an die Wasseroberfläche. Es spricht einiges dafür, dass USS Shark durch diese Attacke versenkt wurde, ohne dass es Überlebende gab.
Schließlich wurde das U-Boot am 27. November 1944 für verloren erklärt. Die genaue Position des Wracks ist nicht bekannt.